# Podaljšana kvadratna piramida
| Podaljšana kvadratna piramida | Podaljšana kvadratna piramida |
| ----------------------------- | ----------------------------- |
|                               |                               |
| Vrsta                         | Johnsonovo telo J7-J8-J9      |
| Stranske ploskve              | 4 trikotniki 1+4 kvadrati     |
| Oglišča                       | 9                             |
| Robovi                        | 16                            |
| Konfiguracija oglišča         | 4(43) 1(34) 4(32.42)          |
| Grupa simetrije               | C4v, [4],(*44)                |
| Vrtilna grupa                 | C4, [4]+, (44)                |
| Dualni polieder               | sebidualna                    |
| Značilnosti                   | konveksna                     |
| mreža telesa                  |                               |

Podaljšana kvadratna piramida je eno izmed Johnsonovih teles (J8). Kot že ime nakazuje jo dobimo s podaljševanjem kvadratne piramide (J1) tako, da pritrdimo kocko na njeno kvadratno osnovno ploskev. Podobno kot podaljšana piramida je topološko sebidualna.

## Prostornina in površina
Naslednja izraza za prostornino (V) in površino (P) so uporabni za vse vrste stranskih ploskev, ki so pravilne in imajo dolžino roba 1

{\displaystyle V={\frac {1}{6}}(6+{\sqrt {2}})\approx 1,2357}
{\displaystyle P=5+{\sqrt {3}}\approx 6,73205}

## Dualni polieder
Dualno telo podaljšane kvadratne piramide ima 9 stranskih ploskev: 4 trikotne, 1 kvadrat in 4 trapezoidne.
| Dualno telo kvadratne piramide | Mreža dualnega telesa |
| ------------------------------ | --------------------- |
|                                |                       |